# Еміль Шкода
Еміль Шкода (чеськ. Emil Škoda, 19 листопада 1839, Пльзень — 8 серпня 1900, Зельцталь, Австрія) — чеський технолог і підприємець. Засновник машинобудівного заводу «Шкода» в Пльзені (Škoda Holding).

## Життєпис
Народився 19 листопада 1839 року в Пльзені в родині лікаря Франтішка Шкоди. Батько Еміля був радником з питань охорони здоров'я, мав дворянський титул, який йому присвоїв імператор Франц-Йосиф I. Лікарем був і дядько Еміля — Йозеф Шкода, який жив в Відні.
Еміль навчався в гімназії в місті Хеб, потім чотири семестри вивчав машинобудування в Чеському технічному університеті в Празі, після чого продовжував навчання в місті Карлсруе на місцевому факультеті машинобудування.
Після закінчення навчання Еміль Шкода вирушив проходити практику за кордоном. Він був у Франції, Німеччині, Англії і Сполучених Штатах Америки. Шкода цікавився розвитком промисловості та підприємництва в Німеччині, поки його не депортували під час Пруссько-Австрійської війни як громадянина ворожої держави.
Кар'єра Шкоди почалася в 1866 році, коли він став головним інженером машинобудівного заводу графа Вальдштейна-Вартенберка. Під час роботи Еміль зрозумів: для того щоб підприємство зайняло важливе місце на тодішньому ринку, воно повинне витримувати конкуренцію. Для цього потрібно було інвестувати кошти, придбати нове обладнання і провести модернізацію. Оскільки граф Вальдштейн не цікавився розвитком заводу, в 1869 році він продав його Емілю Шкоді.
Після покупки підприємець почав успішно розвивати завод. З невеликого підприємства, на якому працювало 33 людини, він перетворив його на величезну корпорацію з 4000 робітників і 200 техніків. Шкода вчасно зрозумів, що скоро Європі знадобиться зброя, і почав її виробляти. Також компанія виробляла обладнання для броварень, цукрових заводів тощо.
У 1884 році на «Шкоді» відкрився сучасний сталеливарний завод з високою продуктивністю. На ньому виготовляли обладнання для військових кораблів і зброю.
Наприкінці життя Шкода реорганізував свою фірму в акціонерне товариство, залишаючись генеральним директором. За розвиток машинобудування в Чехії Еміль Шкода отримав численні нагороди. Серед іншого, він був членом парламенту держави і ряду промислових підприємств і установ.
Еміль Шкода помер 8 серпня 1900 року в поїзді на шляху з Австрії, де він перебував на курорті, в селі Зельцталь,  Штирія. Похований на кладовищі в Пльзені. Його похорони були великою подією для міста і його околиць. Надгробна плита з бронзовим написом Еміль Ріттер фон Шкода, роботи італійського скульптора Рафаелла Романеллі, була встановлена в 1903 році.